# Hibana cambridgei
Hibana cambridgei är en spindelart som först beskrevs av Bryant 1931.  Hibana cambridgei ingår i släktet Hibana och familjen spökspindlar. Inga underarter finns listade i Catalogue of Life.